# Sycamore (Carolina del Sud)
Sycamore è un comune degli Stati Uniti d'America, situato in Carolina del Sud, nella Contea di Allendale.